# 小行星3423
小行星3423（3423 Slouka）是一颗围绕太阳公转的小行星。1981年2月9日，拉迪斯拉夫·布羅傑克在克萊季发现了此天体。
这颗小行星的绝对星等为178.3950919778754等。